# 会理乌头
会理乌头（学名：Aconitum huiliense）为毛茛科乌头属下的一个种。

## 扩展阅读
- 維基物種上的相關：会理乌头